# Barbilophozia hyperborea
Barbilophozia hyperborea là một loài rêu trong họ Anastrophyllaceae. Loài này được R.M. Schust. Stotler & Crand.-Stot. mô tả khoa học đầu tiên năm 1977.